# Anmoore
Ne doit pas être confondu avec Anmore.
Anmoore est une ville américaine située dans le comté de Harrison en Virginie-Occidentale.
Selon le recensement de 2010, Anmoore compte 770 habitants. La municipalité, créée en 1950, s'étend sur 1,06 milles carrés (2,75 km2).
D'abord appelée Steelton puis renommée Grasseli en 1905, la ville adopte son nom actuel vers 1915, d'après le Ann Moore Run.